# Meredith Grey
Meredith Grey es un personaje de ficción y la protagonista principal de la serie de televisión estadounidense Grey's Anatomy de la cadena ABC. El personaje fue creado por la creadora y productora de la serie Shonda Rhimes, y ha sido interpretado por la actriz Ellen Pompeo. Meredith es la narradora del programa y sirve como punto focal para la mayoría de los episodios, aunque el público también recibe perspectivas de los demás personajes. Ha sido recibida positivamente por los críticos de televisión, y Alessandra Stanley de The New York Times se refiere a ella como "La heroína de Grey's Anatomy".

## Introducción
Meredith es la única hija del matrimonio de Ellis y Thatcher Grey. Ellis era una cirujana de renombre mundial y también una madre profundamente defectuosa, además de ser verbalmente abusiva y negligente. Meredith se describe como una persona dañada "oscura y retorcida" que ve el mundo en diferentes tonos de grises. Debido a esto, ella es una persona emocionalmente compleja. Es capaz de empatizar con los demás cuando están en su punto más bajo y es una observadora sensible de las personas que la rodean. Meredith se graduó de Dartmouth College. Mientras estaba en la universidad, los conflictos con su madre llevaron a Meredith a cuestionar su decisión de asistir a la escuela de medicina. Esa indecisión la lleva a hacer planes y divertirse en Europa. Sin embargo, después de un mes en el extranjero, llaman a Meredith para que cuide a su madre, que ha desarrollado la enfermedad de Alzheimer de inicio temprano. Esta noticia impulsa la decisión de Meredith de obtener su diploma.
La noche antes de que comience la pasantía de Meredith, ella tiene una aventura de noche con Derek Shepherd (Patrick Dempsey), un extraño que conoce en Joe's Bar. Ella descubre al día siguiente que él es un asistente recientemente contratado para ser el nuevo jefe de neurocirugía en su nuevo lugar de trabajo, el Seattle Grace Hospital. Meredith es asignada para trabajar con la residente Miranda Bailey (Chandra Wilson) y se hace amiga de sus compañeros internos, Cristina Yang (Sandra Oh), Izzie Stevens (Katherine Heigl), Alex Karev (Justin Chambers) y George O'Malley (TR Knight). Es particularmente cercana a Cristina Yang, quien se convierte en su mejor amiga y "persona". Aunque al principio piensa mal de él, Alex Karev también se convierte en la "persona" de Meredith y los dos asumen una relación familiar de hermanos. 
Meredith tiene una relación conflictiva con Richard Webber (James Pickens Jr.), el jefe de cirugía del Seattle Grace. Richard era muy cercano a Ellis e incluso tuvo una aventura con ella cuando Meredith era una niña. Vio como sus padres se separaban debido a esta aventura y su padre, al sentirse amenazado, dejó el hogar familiar cuando Meredith tenía cinco años. Poco después, Webber terminó su idilio con Ellis para estar con su esposa, lo que ocasionó que la madre de Meredith se cortara las venas para llamar su atención. Pero Richard nunca se enteró hasta años posteriores, tras esto, Ellis decidió trasladarse a Massachusetts con su hija y aceptar un trabajo en el Hospital General de Boston. A pesar de que Ellis quedó embarazada por su romance con Richard, nunca se lo dijo y dio en adopción a su hija, Maggie Pierce. Meredith, además, tiene dos hermanas por parte de padre, fruto de su nuevo matrimonio.
Habiendo crecido en un hospital, Meredith muestra un inmenso talento natural. Posee una facilidad firme y tranquila durante los procedimientos médicos y las emergencias, y es una observadora natural de las personas. Ella demuestra una habilidad especial para captar pistas sutiles y determinar con precisión diagnósticos normalmente difíciles de captar. Su trato plácido y sin prejuicios a menudo hace que las personas se abran y confíen en ella. Sus habilidades quirúrgicas son sólidamente impresionantes y muestra talento y paciencia para los ensayos de investigación médica y para tratar con pacientes psicológicamente dañados.
La serie no solo está basada en el ambiente médico laboral, sino que también se centra en la vida amorosa de los integrantes del Grey Sloan Memorial (nombrado así por un accidente aéreo en el que fallecen Lexie Grey, hermana de Meredith, y Mark Sloan). Es importante mencionar la cantidad de pérdidas con las que Meredith debe lidiar a lo largo de la serie, puesto que mueren su madre, su padre, su hermana, su marido, el padrino de sus hijas, y su mejor amigo. Además, otros personajes han abandonado la serie, aunque no están muertos.

## Historia
Meredith se muda a la casa de su infancia en Seattle para comenzar el internado y residencia en cirugía en el Hospital de enseñanza ttle Grace. La noche previa a su primer día de trabajo conoce a Derek Shepherd en el bar de Joe. La mañana siguiente se despierta junto a él y sin saber su nombre lo echa de su casa. En el hospital, descubre que Derek trabaja en ese mismo hospital y es uno de los mejores neurocirujanos del país. Aunque al principio Meredith prefiere evitarlo, finalmente inician una relación a escondidas. Bajo la etiqueta de "la hija de Ellis Grey", Meredith entabla amistad con su compañera Cristina Yang y comienza a compartir casa con sus colegas, Izzie Stevens y George O'Malley.
Para su mala suerte, Miranda Bailey, su superior, la encuentra semidesnuda con Shepherd en un coche. Posteriormente a este acontecimiento, Bailey se muestra antipática con Meredith, puesto que piensa que recibe un trato especial por parte de Derek. Cuando sus compañeros internos se enteran de este suceso, surgen peleas, debido a que la mayoría comparte la opinión de Bailey. Sin embargo, terminan reconciliándose y parece que todo se tranquiliza. Pero la calma dura poco, ya que en los últimos segundos de la primera temporada se descubre que Derek tiene una esposa, la Dra. Addison Forbes Montgomery. Se termina así la relación entre Derek y Meredith.
En la segunda temporada Meredith descubre que Derek estaba casado y se enfada con el. Después de conocer el motivo de la separación de Derek y Addison, ella lo traiciona acostándose con su mejor amigo. Es entonces que le pide que elija entre su esposa y ella, Derek acaba eligiendo a su esposa Addison. 
Meredith también tiene que lidiar con algunos asuntos familiares, puesto que trata de resolver su pasado con su madre y se reencuentra con su padre. Tras conocer las razones de la separación de sus padres, decide emborracharse. Por esta razón acaba manteniendo relaciones sexuales con su compañero George O'Malley, quien siempre ha estado enamorado de ella. Pero Meredith llora mientras están teniendo relaciones, causando que su amistad termine.
Ante lo sucedido, decide realizar un voto de castidad y comenzar a tejer. Además hacen las paces con Derek y su esposa Addison trata de su amiga, pero Meredith se niega. Por otro lado, ella y sus compañeros de piso adoptan un perro, Doc, pero George no lo soporta y amenaza con mudarse si el perro no se va. Es por eso que Meredith tiene que buscarle un nuevo hogar y le pide a Derek que cuide de él. Derek acepta hacerlo. Pero un día él no puede ir a recogerlo del veterinario y es Meredith quien acude. Es entonces cuando conoce al veterinario Finn Dandridge (Chris O'Donell) y en poco tiempo comienza un noviazgo con él.
Sobre el final de la temporada, Richard, el jefe de cirugía en aquel momento, decide organizar un baile para su sobrina, que sufre una enfermedad terminal. En el baile, Meredith y Derek tienen una conversación y acaban manteniendo relaciones sexuales. Al terminar, Derek guarda intencionadamente la ropa interior de Meredith. Más tarde, Addison la encuentra en el bolsillo de su chaqueta y su matrimonio termina definitivamente.
En la tercera temporada Meredith no puede decidirse entre Derek y Finn, por esa razón los hace competir por ella, pero los constantes roces entre los dos provocan que le presten más atención a su rival que a ella. Por otro lado, ella sufre apendicitis y queda afectada por la morfina, razón por la cual empieza a contar sus penas y secretos a sus compañeros. Posteriormente, le dice a Finn que quiere estar con él, pero que ama a Derek sin poder evitarlo. Aunque se retrasa en comunicarle a Derek que en realidad lo escogió a él y no a Finn, finalmente se lo dice y empiezan una relación. La relación con Derek es inconstante, ya que las peleas los llevan casi a terminar una vez cada cuatro capítulos. Esto provoca un desgaste de la relación y al finalizar la temporada rompen la relación, aunque se deja abierto a una nueva reconciliación.
En el transcurso de la temporada Meredith recupera la relación con su padre, Thatcher Grey, y conoce a Susan, su esposa. La nueva mujer de su padre intenta acercar a su esposo con su hija en todo momento. Pero, a pesar de sus intentos, Meredith se muestra reacia, puesto que todavía no lo ha perdonado por abandonarlas años atrás. Después de la muerte de la madre de Meredith, Susan se muestra preocupada por ella y sus esto la sobrepasa, ya que un día llega al hospital con un inofensivo hipo que se agrava y provoca su muerte. Este suceso rompe bruscamente la relación que Meredith tenía con su padre, debido a que él la culpa de la muerte de su esposa y le prohíbe ir a su funeral. Los lazos se quiebran y Thatcher abofetea a Meredith frente a todo el personal médico.
Por otro lado, Meredith demuestra ser la mejor amiga de Cristina, dado que la ayuda en toda la preparación de su boda y es el hombro en el que llora cuando su prometido, Burke, la abandona a tan solo unos minutos de pisar el altar. El último episodio termina con Cristina llorando porque es libre, aunque no desea ser libre, puesto que ella ama a Burke. Meredith la ayuda a quitarse el vestido de novia en el momento más dramático de Cristina Yang.
En la cuarta temporada Meredith vive una extraña situación con Derek, en la que no tienen una relación exclusiva. Los problemas llegan cuando ella decide formalizar la relación y Derek acepta, sin embargo, este se había besado con la enfermera Rose solo un par de horas antes. Este hecho rompe la relación completamente y ellos quedan como amigos. 
Meredith demuestra tener un gran espíritu competitivo cuando logra ganar un concurso quirúrgico, por el que recibe como recompensa el místico busca sagrado. Este objeto le da derecho a tomar cualquier caso de otro interno. Esto le da un poder momentáneo, pues luego se enfrasca en su ensayo clínico.
También conoce a su medio hermana, Lexie Grey, cuando esta llega al hospital como una nueva interna. A pesar de que al principio parece no gustarle demasiado, con ayuda de Cristina consiguen mantener una relación normal entre hermanas, eso sí, algo distanciadas.
Meredith tiene varios roces con la Dra. Wyatt (Amy Madigan), psicóloga del Seattle Grace Hospital. En terapia hace que Meredith recupere antiguos y dolorosos recuerdos, que llevan en varias ocasiones a la Dra. Grey a enfrentarse al jefe y reevaluar su vida. Finalmente logra afrontar la muerte de su madre y su propio intento de suicidio en el accidente de los ferris. La temporada termina con Meredith comprendiendo que el deseo de su madre era que fuese exitosa, no como cirujana, sino en lo que ella quisiese. 
La quinta temporada inicia con Derek rompiendo con Rose para retomar su relación con Meredith. Ella le dice a Derek que está lista para dar el siguiente paso, por lo que Derek se muda a casa de Meredith. Más tarde él tratará de echar a Izzie y Alex para tener más intimidad. La relación da un vuelco cuando Derek encuentra los diarios del pasado de Ellis cuando era residente y Meredith los lee. En el episodio "Elevator Love Letter" Derek y Meredith se comprometen oficialmente. Izzie se encarga de planear la boda de Meredith y Derek mientras está hospitalizada a causa del cáncer que padece. Finalmente, en el episodio 22 ambos deciden ceder su boda a Izzie y Alex, debido a que era el sueño de Izzie. En el último episodio, Meredith y Derek se casan en una pequeña ceremonia que ellos mismos ofician escribiendo sus votos matrimoniales en un post-it, (muy a su estilo). En el mismo episodio, Meredith trata de auxiliar a un paciente que ha sido atropellado por un autobús al salvar a una chica. Después de la boda, Meredith descubre que el hombre del accidente es en realidad su amigo George O´Malley y lucha por salvarle la vida. 
Tras la muerte de George en la sexta temporada, cada uno de los médicos del Seattle Grace intenta superar su pérdida como puede. Meredith y Derek inician una nueva etapa como matrimonio y Derek sugiere tener un bebé. Sobre el final, el señor Clark, el viudo de una paciente que murió, entra en el hospital armado y con la intención de matar a los tres médicos a los que considera responsables de la muerte de su esposa. Es decir, a Derek, Richard y Lexie. Pero la cosa se complica y la situación se convierte en una auténtica masacre. Entre otros, Karev y Derek resultan heridos tras recibir un disparo, mientras que los doctores Reed y Percy mueren. Además, Meredith, que estaba embarazada, sufre un aborto espontáneo ocasionado por el estrés de ver a Derek al borde de la muerte. Cristina cumple un papel importante en la salvación de Derek, pues al no haber cirujanos en la planta que pudieran operarlo, es ella, ayudada por Jackson Avery, quien realiza la operación. Al estar comprometida la arteria aorta, la cirugía se complica. Además, el asesino llega armado hasta el quirófano y  amenaza con matar a la Dra. Yang si no se detiene y deja morir a Derek. Justo en ese momento entra Owen Hunt al quirófano para salvar a Cristina. Pero en lugar de salvarla, acaba recibiendo un disparo. Es entonces cuando Jackson tiene la idea de desconectar los cables del monitor al que estaba conectado Derek para hacer creer al asesino que este había muerto. Gracias a esta estrategia consigue que se marche. Así, por tanto, salva a todos los presentes, incluida la propia Meredith, que había llegado a ofrecerse como blanco del asesino en lugar de Derek. Una vez que han conseguido que el asesino se marche, Cristina retoma la operación y logra salvarle la vida a Derek. Mientras Meredith hacía lo propio con Owen, que también había resultado herido en menor magnitud. Desgraciadamente, en ese momento Meredith tiene el aborto involuntario frente a April Kepner y a Owen. 
Después de todo lo ocurrido en el hospital, todos los médicos que presenciaron los sucesos son examinados por un psicólogo antes de poder volver al trabajo. Como Meredith no consigue estar autorizada para entrar al quirófano, no puede asistir a Derek en una cirugía y solo se dedica a realizar consultas médicas. Es entonces cuando le comenta a Derek que tuvo un aborto involuntario.
En la séptima temporada Meredith tiene que tomar la decisión de qué ensayo elegir. Por un lado, está el del Dr. Richard Webber sobre la diabetes tipo 1, el cual es una continuación de la investigación de su madre ya fallecida. Por otro lado, está el de su esposo, el cual ya está en proceso y consiste en una investigación sobre el Alzheimer, la enfermedad que acabó con la vida de su madre y que puede que ella también termine padeciendo. Finalmente, Meredith decide participar en la investigación de Derek. En el ámbito personal, la residente, que ya se encuentra en su cuarto año, y el neurocirujano intentan concebir un bebé. Pero según las palabras de la especialista en fertilidad: “el útero de Meredith es muy hostil”, por lo que comienza a tomar unas píldoras que la ayudarán con su problema. Sin embargo, estas píldoras acaban generándole un problema mayor, hacen que tenga problemas de visibilidad como efecto secundario. La doctora se da cuenta de esto en plena cirugía junto a Derek.
Por otro lado, la esposa del Dr. Webber, Adele, es diagnosticada con Alzheimer y Meredith la anima a unirse al ensayo clínico. Pero resulta no ser aceptada por un punto (saca 27 cuando debía sacar 26 puntos o menos). Aunque, desconocen el avance real de su enfermedad hasta que tiempo después a Richard, su marido, se le cae una nota que dice: “Este es Richard, Richard es tu esposo”. Por esa razón Meredith vuelve a realizarle la prueba para ver si esta vez entra en el ensayo. En esta ocasión saca 23 puntos, logrando finalmente entrar, pero en lista de espera. Adele puede acceder finalmente al ensayo cuando uno de los pacientes seleccionados decide renunciar a su puesto por temas personales. No todos los participantes del ensayo iban a recibir el verdadero tratamiento, algunos iban a recibir en su lugar un placebo. Por eso Meredith se introduce secretamente en la farmacia del Seattle Grace Mercy West, para ver qué medicamento le iba a tocar a la esposa de Richard, si el placebo o el principio activo. En ese momento Meredith descubre que a Adele le van a administrar el placebo. No conforme con esto, y a riesgo de perder su trabajo, decide cambiar el tratamiento de Adele por el medicamento. Para su mala suerte es vista por Alex Karev.
En su vida personal, Meredith y Derek, después de haber intentado sin éxito tener hijos, deciden adoptar a Zola, una de las niñas que Alex trae de África. Pero para esto, la residente y el neurocirujano deben formalizar su matrimonio, lo hacen a través de una ceremonia rápida y sencilla. Sin embargo, la felicidad de Meredith se ve alterada cuando Alex Karev, ebrio, le revela a Owen Hunt que Meredith ha alterado el ensayo clínico de Derek. Owen inmediatamente acude al jefe y decide exponerla. Al día siguiente Meredith es interrogada por Shepherd y Webber para descubrir qué ha hecho y si por su culpa el ensayo ha sido invalidado. Meredith se niega a contestar sus preguntas, argumentando que lo que ha hecho no afecta la validez del ensayo. Finalmente se revela que lo hizo por Adele y el jefe solo toma la medida de suspenderla. Esta revelación rompe el matrimonio Shepherd-Grey. Derek deja de contestar sus llamadas y tampoco vuelve a dormir a casa. En ese momento informan a Meredith de que han conseguido la custodia temporal de Zola y ella debe llevársela sola a casa. Por otro lado, Cristina va a casa de Meredith debido a que Owen la ha echado de la suya por querer abortar a su bebé. De ese modo, las mejores amigas terminan la temporada viviendo juntas y criando a Zola.
En la octava temporada Meredith y sus compañeros se encuentran en su último año de residencia, por lo que se están preparando para realizar el examen que les permitirá convertirse finalmente en cirujanos. El día del examen, Zola está enferma con gripe estomacal y Meredith también la contrae. A pesar de encontrarse muy enferma, Meredith finalmente consigue presentarse al examen y aprobarlo, de ese modo se convierte oficialmente en cirujana. Al final de esta temporada, algunos de los doctores tienen que tomar un vuelo para ayudar en una cirugía en el hospital Boise Memorial. Sin embargo, algo sucede y el avión cae en medio de un bosque. A bordo del avión iban Mark, Arizona, Derek, Meredith, Cristina y Lexie. Todo se empieza a complicar, puesto que Meredith y Cristina no encuentran a Derek. Cuando lo hacen, ven que está herido por una pieza del avión, que ha atravesado su mano. Mientras tanto, Robbins se encuentra atrapada en la cabeza del avión junto al piloto. Aunque al principio ambos se encuentran bien, el piloto acaba muriendo y Arizona pierde su pierna izquierda a causa de una grave herida. Por otro lado, Meredith y Mark buscan preocupados a Lexie, que está desaparecida. La encuentran completamente atrapada bajo el motor del avión, gravemente herida. A pesar de los intentos de los médicos por salvar su vida, Lexie finalmente fallece, de la mano de Mark y con una confesión de amor. El transmisor del avión queda estropeado tras el accidente, por lo que no pueden pedir ayuda y, por tanto, están atrapados allí. Sin embargo, una doctora del Boise Memorial llama a Owen Hunt para informarlo de que sus médicos no han llegado y transmitirle su preocupación. Al ser rescatados, aunque están heridos, los cinco siguen con vida.
En la novena temporada, en un episodio retrospectivo, se vuelve al accidente de avión y cómo vivieron los médicos los sucesos posteriores a este. Se puede ver como Cristina empieza a tener comportamientos muy extraños, que terminan haciendo que la aten a la cama del hospital con correas. Por otro lado, Mark, después de pasar por la “mejoría”, una última subida de energía que adquieren algunos pacientes terminales, pasa 30 días bajo soporte vital sin síntomas de mejora y acaba falleciendo. Arizona tras el accidente de avión sufre una grave infección en la pierna derecha, que obliga a Callie a tomar la decisión de amputársela. En el caso de Meredith, aunque no quedan secuelas físicas, muestra una actitud más fría que hace que sus internos la teman e incluso la apoden “medusa”. Cuando una de sus internas pregunta a Owen por qué es tan cruel, este le responde que no es cruel, es fuerte y solo quiere que aprendan. En cuanto a su matrimonio, ella discute con Derek acerca de la posibilidad de que este acepte un puesto de trabajo en Boston. Sin embargo, tras el accidente Derek tiene la mano destrozada y un problema en el nervio que podría acabar con su carrera como cirujano. Meredith junto a Derek, Arizona, Callie y Cristina decide demandar al hospital por el accidente aéreo. Al ganar la demanda se ven obligados a dejar al Hospital Seattle Grace en bancarrota, por lo que el jefe de cirugía (Owen Hunt) decide venderle el hospital a una empresa que Meredith y los demás consideran mala. Intentan buscar una manera de salvar al hospital, pero solo hay una, comprarlo. Para ello juntan los millones que habían ganado con la demanda, más ahorros de todos, y lo compran junto a la Fundación Avery. Crean así el nuevo Grey Sloan Memorial Hospital, en honor a los doctores que murieron a causa del accidente, Lexie Grey y Mark Sloan.
En el último capítulo de esta temporada, "The Perfect Storm", Meredith, que estaba embarazada, se pone de parto justo mientras una tormenta grave pasa por Seattle. A causa de la tormenta el hospital se queda sin luz y apenas tiene recursos para tratar a todos los pacientes que llegan. La obstetra de Meredith la informa de que, debido a unas complicaciones, el bebé deberá nacer por cesárea en un quirófano a oscuras. Finalmente, consiguen que el bebé nazca bien, aunque con dificultades para respirar, por lo que Derek se marcha con él mientras que lo atienden. La doctora a cargo de Meredith recibe una llamada de urgencia para otro parto mientras está cerrándola, así que deja a un residente acabando de suturarla. Desgraciadamente, surgen complicaciones y Meredith se ve afectada, pero entonces la Dra. Bailey aparece y consigue salvarla. Por ese motivo Meredith decide llamar a su bebé Bailey.
En la décima temporada Meredith y Derek tienen problemas para conciliar la vida personal y laboral. Después de hablarlo, Derek se ofrece a trabajar menos para permitir a Meredith centrarse más en su trabajo, que consiste en continuar una investigación que su madre llevó a cabo cuando estaba viva. Sin embargo, a Derek le ofrecen un puesto para trabajar para la Casa Blanca, por lo que tendría que mudarse. Este hecho desata una discusión entre la pareja, debido a que Meredith quiere quedarse en el Grey Sloan Memorial. Al final de esta temporada Meredith pierde a su mejor amiga, la Dra. Cristina Yang, cuando esta decide aceptar un puesto como directora de cirugía cardiotorácica en Suiza.
En la undécima temporada Derek al final se queda en Seattle, generando problemas con Meredith. El matrimonio pelea continuamente. Él está resentido con ella y espera constantemente que ella haga algo grande que despegue su carrera. Por otro lado, Meredith comienza a tener una buena relación con Amelia, la hermana de Derek. Además, llega una nueva jefa del departamento de cardiología, la Dra. Maggie Pierce. Esta resulta ser medio hermana de Meredith, puesto que es la hija biológica de su madre y Richard Webber. A pesar de que Meredith al principio no le cree, tras leer algunos de los diarios de Ellis, ver su historial médico y el archivo personal de Maggie, se convence. Cuando se conocieron, a Meredith no le gustaba Maggie, pero Derek la anima a entablar una relación con ella. En el episodio 8 vuelven a ofrecerle a Derek el trabajo en Washington y ella le dice que lo acepte. En el siguiente capítulo él se va a Washington y Meredith decide contratar a una niñera. Al final del episodio, Meredith llama a Derek y le dice que no quiere seguir discutiendo, entonces deciden que van a tratar de hacer que su matrimonio funcione pese a la distancia.                                                                                                                                           A medida que avanza la temporada, la relación con Maggie se vuelve más cercana. Desde la marcha de Cristina, Alex se convierte en la “persona” de Meredith. Unos meses más tarde, Meredith decide ir a visitar a Derek y deja a Zola y Bailey con Maggie. En el siguiente episodio se da a conocer que nunca fue a Washington, sino que se quedó en un hotel cerca del aeropuerto y amó que en ese fin de semana no tuvo que ser la esposa de nadie, la madre de nadie, ni la médica de nadie. 
Más adelante hubo un terremoto en Seattle mientras Meredith estaba operando. Se menciona que ella está en racha, puesto que en las últimas 89 operaciones no ha perdido a ningún paciente ni ha tenido complicaciones. Posteriormente se revela que el comienzo de esta racha coincide con la partida de Derek, por lo que Meredith se pregunta si eso significa que está mejor sin él. Tras reflexionar se da cuenta de que la marcha de Derek la ha ayudado a darse cuenta de quién es fuera de su matrimonio, por lo que quiere compartir la noticia de su buena racha con él. Cuando lo llama para contárselo, una mujer contesta su teléfono y ella comienza a sospechar que él la está engañando. Después de esto, Derek regresa a Seattle y le cuenta a Meredith que se olvidó su teléfono en el laboratorio y su fellow lo contestó. Cuando él llamó a su teléfono desde el aeropuerto, la mujer lo avisó de que Meredith lo había llamado. A pesar de su explicación, ella no le cree, así que se va a trabajar y le dice que debería pasar el día con los niños. Ese día ella pierde su racha al morir uno de sus pacientes. Meredith vuelve a casa por la noche y se da a conocer que la fellow de Derek lo besó y él se dio cuenta de lo que importaba de verdad. Le dice a Meredith que no puede vivir sin ella y ella le contesta que puede vivir sin él, pero que no quiere.                                                                                                                                                Todo está resuelto entre los dos y Meredith es feliz. Derek debe volver a Washington para una última reunión, pero después piensa volver a casa con Meredith. Sin embargo, más tarde la Casa Blanca la llama para decirle que él nunca llegó a la reunión. Ella empieza a alterarse. Miranda Bailey le dice que espere hasta las cinco y si no tiene noticias, entonces puede alterarse. A las cinco, Meredith está en su casa a punto de llamar al 911, cuando la policía llega y le pregunta si ahí vivía Derek Shepherd. A continuación, la llevan a la clínica Dillard, donde Derek se encontraba en un estado de muerte cerebral tras sufrir un accidente de tráfico. Su muerte se pudo haber evitado si le hubiesen hecho un TAC y si el neurocirujano de guardia no se hubiese retrasado. Después de esperar las horas necesarias para poder declararlo, Meredith firma los papeles para desconectarlo. Sale a tomar el aire y habla con uno de los médicos de Derek, a quien reprende. Luego vomita y vuelve dentro para ver cómo lo desconectan, pero primero le dice que se puede ir en paz. Más tarde va al Hospital Grey Sloan Memorial, donde cuenta a todos que Derek ha muerto y se desmaya. Después del funeral de Derek, Meredith coge a sus hijos y se va a San Diego sin decirle nada a nadie. Posteriormente, se da a conocer que Meredith estaba embarazada de Derek y cuando rompió aguas salió sangre, por lo que Zola llamó al 911 y Meredith fue hospitalizada. Como Alex era su contacto de emergencia, lo llaman a él y todos juntos vuelven a Seattle. El bebé resulta ser una niña a la que llama Ellis, como su madre.                                                                                                                                                                                                                                                                                                                                                                                La doctora recupera su trabajo, pero la relación con Amelia está tensa, ya que Meredith no la avisó sobre lo que había sucedido con Derek. Según Amelia, ella pudo haberlo salvado de haberlo sabido. Amelia también está molesta por la decisión de Meredith de vender la casa que Derek construyó. Cuando Richard y Catherine se casan, la fiesta se celebra en casa de Meredith. Durante la celebración se entera de que los padres de Maggie se están divorciando y se reconcilia con Amelia, después de enseñarle un mensaje de voz de Derek. Meredith dice que a él le hubiese encantado esa fiesta, porque quería llenar esa casa de gente y ruido. Al final Meredith va a bailar con Amelia y Maggie. 
En la duodécima temporada Meredith volvió a comprar su antigua casa a Alex y ahora vive allí con sus tres hijos, Maggie y Amelia. Además, Bailey obtiene la jefatura y Meredith Grey se convierte en la jefa de cirugía general. Se puede apreciar a una nueva Meredith tras la muerte de Derek, una mujer centrada en su carrera profesional y en su faceta de madre de tres hijos que debe afrontar la pérdida del amor de su vida. En esta temporada Meredith es gravemente atacada por un paciente, por lo que debe pasar por un largo periodo de recuperación. 
En la decimocuarta temporada Megan, la hermana de Owen a la que creían muerta, está de vuelta y Meredith realiza una importante cirugía en ella. Megan, además, es la exnovia de Nathan. Gracias a Meredith retoman su relación, pues es ella quien ayuda a Riggs a darse cuenta de que, a pesar de la relación que están comenzando, Megan es su gran amor.                                                                                                                                                                                                                                                                                                    En el ámbito laboral, Meredith está nominada al prestigioso premio médico Harper Avery por su innovadora cirugía de trasplante abdominal a Megan. En el episodio 300, Meredith decide no asistir a la ceremonia de premios para quedarse realizando una cirugía por un trauma médico. Al terminar la cirugía, Meredith descubre, con todos sus amigos más cercanos en el quirófano y la galería, que ha ganado el Premio Harper Avery. Su compañero de trabajo y amigo, Jackson Avery, recibe el premio en su nombre y da un discurso alabando a la doctora. Después de su victoria, Meredith vuelve a su trabajo y es elegida para continuar su proyecto en el concurso de investigación del hospital. Sin embargo, cuando tiene dificultades para acceder a un polímero patentado de Europa, es arrastrada de vuelta al pasado de su madre, ya que es la antigua mejor amiga de Ellis quien no está dispuesta a ayudar a Meredith. Con el tiempo, Meredith descubre toda la verdad sobre la caída de Marie y Ellis, por lo que es capaz de reparar algunos de los errores que su madre cometió en el pasado.
Cansada de no tener una vida como antes la tenía, Meredith decide reanudar su vida amorosa en la decimoquinta temporada, consultando a la casamentera Cece Colvin (La cual fallece tiempo después). Es gracias a ella y sus consejos que nuestra protagonista empieza a asentir atracción hacia en interno Andrew DeLuca y el nuevo jefe de ortopedia Atticus Lincoin. Al final de la temporada Meredith es detenida por cometer fraude. El motivo es que puso el nombre de su hija, Ellis Grey, en el informe de una de sus pacientes, una niña con cáncer a la que su seguro no le permitía costearse el tratamiento médico que necesitaba para vivir.
Después de que la despidieran, Meredith pierde temporalmente su licencia hasta que empiece el juicio que decidirá qué pasará con su futuro médico. Además, es obligada a realizar servicios comunitarios, por lo que debe recoger basura en las calles. El día del juicio, descubren que fue “Gafas” quien delató a Meredith. La doctora también se ve obligada a vivir un difícil reencuentro con su pasado cuando uno de los miembros del comité médico resulta ser el doctor que dejó morir a Derek. Cuando éste hace referencia a la hija de Meredith, ella explota y lo confronta por haber matado a su marido. En ese momento el médico se convulsiona y más tarde acaba falleciendo a pesar de la intervención en el Grey Sloan. A pesar de esto, el juicio continua y Alex Karev lleva a todos los pacientes que Meredith ha atendido y presenta cartas de doctores en las que alaban a Meredith. Entre los médicos que enviaron las cartas se encuentran Cristina Yang, April Kepner, Arizona Robbins, Callie Torres y Addison Montgomery. Incluso se produce la sorpresiva visita de su primera paciente, Katie Bryce. Finalmente, Meredith gana el juicio y consigue recuperar su licencia médica y Bailey le ofrece volver al Grey Sloan. Al final del capítulo se termina su relación con Andrew DeLuca. 
La decimoséptima temporada está centrada en la crisis sanitaria provocada por el coronavirus. Meredith Grey contrae el Covid-19 al estar en contacto con pacientes contagiados. La doctora es encontrada por Cormac Hayes, desmayada en el aparcamiento. Mientras está inconsciente, ella sueña que está en una playa y que se reencuentra con su difunto esposo, Derek Shepherd. A pesar de que Meredith está mejorando, se dan cuenta de que ha dormido por semanas. Durante ese estado de inconsciencia, ella también sueña con su difunto amigo George O'Malley en la misma playa. Días después, Meredith despierta y vuelve al trabajo sintiéndose mejor, pero tras tratar de curar a un paciente vuelve a desmayarse y a quedarse dormida por días. Durante ese tiempo la madre de Bailey fallece dentro del hospital. Una vez más, Meredith sueña con personas que han marcado su vida, ahora siendo la oportunidad de Bailey y Richard Webber. Las últimas visitas que recibe en la playa son las de su difunta hermana, Lexie Grey, y su amigo Mark Sloan.  
La temporada actual aborda los eventos posteriores a la pandemia, donde Meredith recibe una oferta de trabajo del doctor David Hamilton (Peter Gallagher) para investigar una cura para el Parkinson en Minnesota. Sin embargo, acepta con la condición de seguir trabajando en Seattle, lo que la obliga a organizar su vida nuevamente, dejando de ser jefa de cirugía general. En Minnesota, se encontrará con un antiguo paciente, el doctor Nick Marsh (Scott Speedman), con quien comenzará una nueva relación.       

## Recepción
El personaje ha recibido críticas abrumadoramente positivas y una respuesta cansada de los críticos televisivos a lo largo del programa. La respuesta inicial al personaje fue positiva, pero a medida que se desarrollaba la serie, Meredith Gray se volvió inmensamente popular y Pompeo estableció al personaje como un favorito de la crítica y los fanáticos que aparece en varias listas de personajes principales de la televisión. El desarrollo del personaje se ha considerado como el punto culminante del programa. Gray ha sido definida constantemente como "la heroína de Grey's Anatomy". Al momento del inicio, Diane Werts de Newsday elogió al personaje diciendo: "Al igual que el irascible personaje principal de 'House' de Hugh Laurie, la recién acuñada Dra. Grey de la estrella Ellen Pompeo transmite tal sustancia que simplemente no puedes dejar de mirar".  El periódico Western Gazette le dio a Pompeo el crédito por llevar el programa y reiteró que es "hora de que Pompeo finalmente gane un premio Emmy".
El ex columnista de televisión de The Star-Ledger, Alan Sepinwall, expresó su aburrimiento por el enfoque dado a las historias de las relaciones de Grey mientras revisaba el final de la segunda temporada: "En aquellas ocasiones en que Meredith no está involucrada en una trama sobre su vida amorosa, me agrada un poco, pero esos momentos son tan poco frecuentes en comparación con su constante angustia por McDreamy, sin mencionar todas esas historias aparentemente no relacionadas que siempre se convierten en una metáfora de esa relación, que realmente, realmente no la soporto. Durante la tercera temporada de la serie, el desarrollo del personaje recibió críticas negativas, con Cristopher Monfette de IGN afirmando que su historia se ha convertido en "una trama secundaria extrañamente subdesarrollada sobre la depresión y que le da a Derek una temporada para reconsiderarlo". De manera similar, la revista Maclean's encontró que su historia en la cuarta temporada se usó en exceso, "Todo este 'Oh, necesito más tiempo', pero 'Oh, estoy celosa si miras a alguien más', la angustia estaba cansada en la segunda temporada, frustrante en la tercera y ahora un cambio de canal total. La trama de "lo harán o no" no funciona porque ya han entrado y salido de esa relación demasiadas veces. Meredith es una regañona y McDreamy está dominado". En una nota más positiva, su relación con Shepherd se incluyó en la lista de AOL TV de las "Mejores parejas de TV de todos los tiempos" y en la misma lista de TV Guide. Durante la sexta temporada, Glenn Diaz de BuddyTV elogió el desarrollo del personaje y la actuación de Pompeo. Comentó que "Tienes que amar a Mer cuando está triste". En su reseña del episodio Tainted Obligation, escribió: "Lo sentí por Meredith, pero después de las sinceras súplicas y ruegos de Lexie, estaba feliz de que Mere finalmente creciera y dejara de lado su egoísmo. Hace tres temporadas, Meredith nunca hubiera soñado con poner a Lexie primero, y estaba orgulloso de ella por entregar parte de su hígado: su oferta de conocer a su padre fue un hito aún mayor. Al revisar la primera parte de la octava temporada, TV Fanatic elogió al personaje y escribió: "Esta temporada pertenece a Meredith Grey. Ella es el corazón y el alma del programa y ha sido excepcional. Este es un personaje que solía ser tan oscura y retorcida y ahora se ha convertido en una mujer más madura. Ellen Pompeo ha estado en la cima de su juego esta temporada".